# Divnogorsk

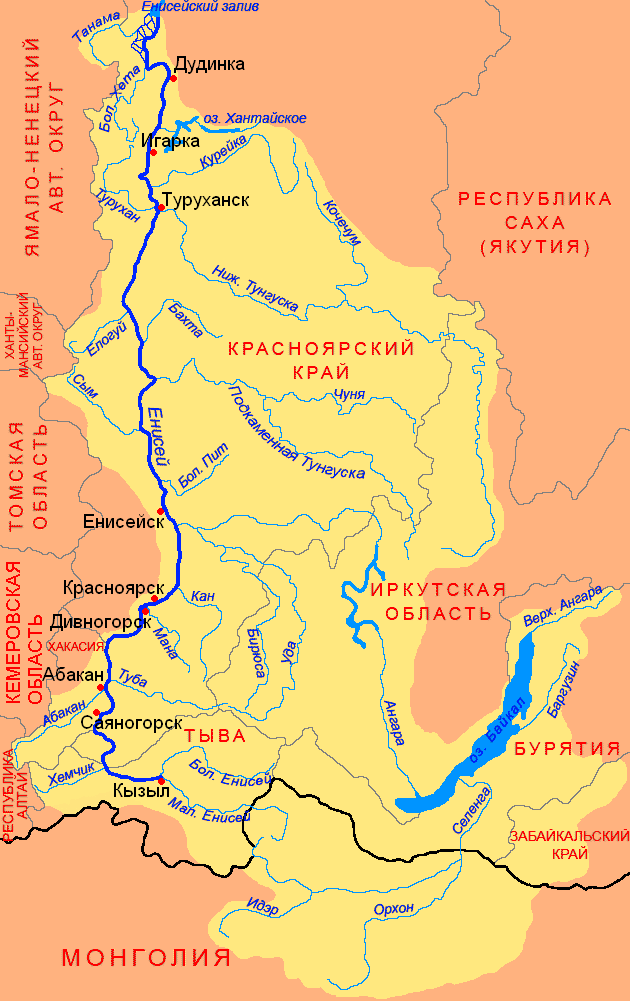
Divnogorsk (Дивногорск) en un mapa del río Yeniséi

Divnogorsk (en ruso: Дивногорск; transliteración: Divnogórsk; translación: La ciudad de las montañas maravillosas) es una ciudad en el krai de Krasnoyarsk de la Federación Rusa. Su población en 2008 era 30 968 habitantes. La ciudad se encuentra situada en la orilla derecha del río Yeniséi, 30 km al occidente de la ciudad de Krasnoyarsk.

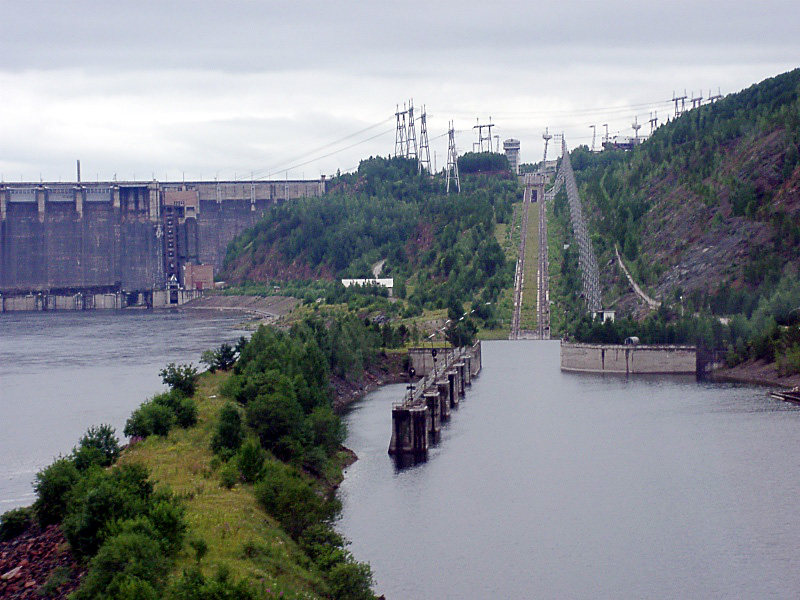
Presa del río Yeniséi en Divnogorsk

La ciudad fue fundada en el año 1957 como un poblado para los constructores de la central hidroeléctrica de Krasnoyarsk y fue nombrado por las montañas situadas en la orilla opuesta.
Los siguientes poblados están incorporados en la entidad municipal de Divnogorsk: Bajtá, Verjniaia Biriusá (Biriusá Alta), Manski, Ust-Mana, Ovsianka y Slíznevo.

## Evolución demográfica
1959 — 7.000, 1970 — 25.900, 1979 — 28.900, 1989 — 29.963, 1996 — 34.300, 2002 — 30.137, 2007 — 30.700
- Datos: Q135213
- Multimedia: Divnogorsk / Q135213